# Ле Море (Сијена)
Ле Море је насеље у Италији у округу Сијена, региону Тоскана.
Према процени из 2011. у насељу је живело 445 становника. Насеље се налази на надморској висини од 170 м.